# Pseudochama inezae
Pseudochama inezae är en musselart som beskrevs av Bayer 1943. Pseudochama inezae ingår i släktet Pseudochama och familjen Chamidae. Inga underarter finns listade i Catalogue of Life.